# Theotimius mahafalensis
Theotimius mahafalensis là một loài bọ cánh cứng trong họ Bọ hung (Scarabaeidae).